# グランディ郡 (イリノイ州)
グランディ郡（英: Grundy County）は、アメリカ合衆国イリノイ州の北東部に位置する郡である。2010年国勢調査での人口は50,063人であり、2000年の37,535人から33.4％増加した。郡庁所在地はモリス市（人口13,636人）であり、同郡で人口最大の都市でもある。イリノイ州の人口重心が郡内メイゾン村の北東にある。
グランディ郡はシカゴ大都市圏に属している。イリノイ州の指定化石である奇抜なタリー・モンスターはメイゾン・クリークで初めて見つかった。モリス市にはグランディ郡スピードウェイがある。

## 歴史
グランディ郡は1841年2月17日にラサール郡から分離して設立された。郡名はテネシー州選出のアメリカ合衆国下院議員とアメリカ合衆国司法長官を務めたフェリックス・グランディに因んで名付けられた。

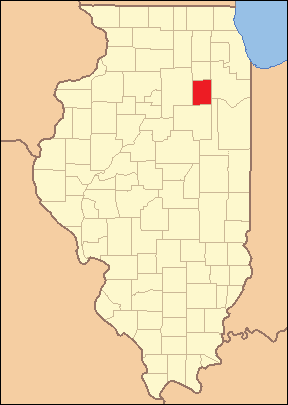
1841年創設時の郡領域、現在も変わっていない

## 地理
アメリカ合衆国国勢調査局に拠れば、郡域全面積は430.45平方マイル (1,114.9 km2)であり、このうち陸地418.04平方マイル (1,082.7 km2)、水域は12.40平方マイル (32.1 km2)で水域率は2.88％である。

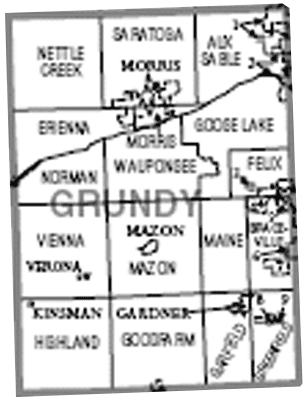
グランディ郡図

### 主要高規格道路
- 州間高速道路55号線
- 州間高速道路80号線
- アメリカ国道6号線
- イリノイ州道47号線
- イリノイ州道113号線

### 隣接する郡
- ケンドール郡 - 北
- ウィル郡 - 東
- カンカキー郡 - 南東
- リビングストン郡 - 南
- ラサール郡 - 西

## 気候と気象
近年、郡庁所在地であるモリス市の平均気温は1月の13°F (-11 ℃) から7月の85°F (29 ℃) まで変化している。過去最低気温は1985年1月に記録された-24°F (-31 ℃) であり、過去最高気温は1988年6月に記録された103°F (39 ℃) である。月間降水量は2月の1.59インチ (40 mm) から6月の4.16インチ (106 mm) まで変化している。

## 人口動態

2000人口ピラミッド

以下は2000年国勢調査による人口統計データである。
| 基礎データ - 人口: 37,535人 - 世帯数: 14,293 世帯 - 家族数: 10,276 家族 - 人口密度: 35人/km2（89人/mi2） - 住居数: 15,040軒 - 住居密度: 14軒/km2（36軒/mi2） 人種別人口構成 - 白人: 97.09% - アフリカン・アメリカン: 0.19% - ネイティブ・アメリカン: 0.24% - アジア人: 0.30% - 太平洋諸島系: 0.01% - その他の人種: 1.30% - 混血: 0.87% - ヒスパニック・ラテン系: 4.13% 先祖による構成 - ドイツ系：20.7％ - アイルランド系：15.2％ - イタリア系：12.0％ - ノルウェー系：8.3％ - イギリス系：7.4％ - アメリカ人：6.7％ 言語による構成 - 英語：95.2％ - スペイン語：3.7％ | 年齢別人口構成 - 18歳未満: 26.6% - 18-24歳: 8.3% - 25-44歳: 30.2% - 45-64歳: 22.5% - 65歳以上: 12.3% - 年齢の中央値: 36歳 - 性比（女性100人あたり男性の人口） - 総人口: 98.9 - 18歳以上: 97.4 世帯と家族（対世帯数） - 18歳未満の子供がいる: 35.3% - 結婚・同居している夫婦: 59.6% - 未婚・離婚・死別女性が世帯主: 8.6% - 非家族世帯: 28.1% - 単身世帯: 23.5% - 65歳以上の老人1人暮らし: 9.4% - 平均構成人数 - 世帯: 2.60人 - 家族: 3.09人 収入と家計 - 収入の中央値 - 世帯: 51,719米ドル - 家族: 60,862米ドル - 性別 - 男性: 46,392米ドル - 女性: 26,487米ドル - 人口1人あたり収入: 22,591米ドル - 貧困線以下 - 対人口: 4.8% - 対家族数: 3.2% - 18歳未満: 5.0% - 65歳以上: 6.0% |

## 郡区
グランディ郡は下記17の郡区に分割されている。
| - オサーブル - ブレイスビル - エリエナ - フェリックス - ガーフィールド - グッドファーム | - グースレイク - グリーンフィールド - ハイランド - メイン - メイゾン - モリス | - ネトルクリーク - ノーマン - サラトガ - ビエナ - ウォーポンシー |

## 都市と町

### 都市
- モリス - 郡庁所在地

### 村
| - ブレイスビル - カーボンヒル - コールシティ - ダイアモンド - ドワイト - イーストブルックリン - ガードナー | - ゴッドリー - カインズマン - メイゾン - ミヌーカ - サウスウィルミントン - ベローナ |